# Can Sala (les Franqueses del Vallès)
Can Sala és una casa amb elements gòtics de les Franqueses del Vallès (Vallès Oriental) inclosa a l'Inventari del Patrimoni Arquitectònic de Catalunya.

## Descripció
Edifici aïllat de planta basilical. Al voltant de la casa es forma un barri tancat. La casa consta de tres crugies paral·leles, de planta baixa, pis i golfes a la crugia central. La façana està disposada simètricament, marca l'eix la gran porta dovellada d'arc de mig punt i un gran finestral gòticorenaixentista on es representen rostres d'àngels. A les crugies laterals hi ha diverses obertures disposades simètricament. A la banda del darrere hi ha afegit un cos annex que porta gravada la data 1783.

## Història
En el fogatge de 1553 apareix esmentat Joan Sala. Possiblement la casa es va construir al segle XVI-XVII segons indica la tipologia de la finestra de la façana. A la casa no es veuen transformacions ni afegits, només el cos de darrere es va construir amb posterioritat. La casa antiga no està habitada, només ho està la part més nova del darrere.